# Paul Kraus
Eliezer Paul Kraus (11. prosince 1904 Praha – 10. nebo 12. října 1944 Káhira) byl český arabista židovského původu. Je autorem řady zásadních prací o rané arabské filozofii se zvláštním zaměřením na arabskou středověkou alchymii a chemii. Některé z jeho spisů na toto téma jsou dodnes standardními referenčními pracemi v této oblasti (Essai sur l'histoire des idées scientifiques dans l'Islam; Plato Arabus; Jâbir ibn Hayyân—Contribution à l’histoire des idées scientifiques dans l’Islam—Jâbir et la science grecque; Alchemie, Ketzerei, Apokryphen in fruhen Islam: Gesammelte Aufsatze). Ovládal hebrejštinu, aramejštinu, amharštinu, akkadštinu, řečtinu, latinu, arabštinu a perštinu. Svá díla psal německy nebo francouzsky, je ale doloženo, že uměl i velmi dobře česky.

## Život
Vyrůstal v Mostecké ulici na Malé Straně. Vystudoval orientální jazyky na Univerzitě Karlově. Po pražských studiích odjel v roce 1925 jako přesvědčený sionista do Palestiny, kde žil v kibucu. O rok později se přestěhoval do Jeruzaléma a začal studovat na nově otevřené Hebrejské univerzitě. Na konci roku 1926 Jeruzalém opustil a zahájil výzkumnou cestu po Libanonu a Turecku. Odtud zamířil do Berlína, kde se rozhodl pokračovat ve studiích (u Julia Rusky). V Berlíně se usadil, ale vzestup nacistů ho donutil přestěhovat se do Paříže, kde tři roky pokračoval ve studiu u francouzského orientalisty Louise Massignona. V roce 1936 mu bylo nabídnuto místo na Káhirské univerzitě, které přijal. Vyučoval zde textovou kritiku a semitské jazyky. Přednášel i na francouzském archeologickém institutu v Káhiře. 
V Káhiře usiloval o zisk francouzského občanství, které by mu pomohlo získat na archeologickém institutu lepší postavení. V roce 1938 ho však rozhořčila Mnichovská dohoda, kterou Francie podepsala, a přestal o francouzské občanství stát. Britská misionářka v Káhiře Constance Padwicková to později komentovala slovy: "Od té doby byli Kraus i jeho žena vášnivými československými patrioty. Paul mi řekl, že navzdory všemu úsilí, jež vložil do získání francouzského občanství, je nyní rád, že se nakonec rozhodl zůstat Čechoslovákem, a to přesto, že tak miluje Francii. Prý by si připadal jako zrádce, který opustil Československo v nejtěžší hodině."
V roce 1941 se oženil s Bettinou Straussovou, sestrou profesora Leo Strausse, s nímž také úzce spolupracoval. Bettina zemřela při narození jejich dcery Jenny Ann v roce 1942. V roce 1943 se zúčastnil konference na Hebrejské univerzitě, kde začalo mít několik kolegů (včetně například Gershoma Scholema) pocit, že trpí psychickou poruchou. I jeho káhirští studenti začali mít brzy dojem, že trpí maniodepresivní psychózou. Situace na Káhirské univerzitě se pro něj začala zhoršovat i z politických důvodů, byli propuštěni jeho nadřízení, kteří mu fandili (zejména prozápadně orientovaný Táhá Husajn). Byl vystaven obvinění, že zpronevěřil peníze na nákup knih pro univerzitní knihovnu, ale podle všeho začalo vadit, že je Žid a sionista. Krátce poté byl nalezen oběšený ve své koupelně. Patrně spáchal sebevraždu, byť rodina se nikdy nevzdala teorie, že byl zavražděn z politických a rasových důvodů. Jeho tělo nechal stále ještě úřadující československý konzul v Egyptě pohřbít na káhirském židovském hřbitově. Jeho dceru Jenny adoptoval jeho švagr profesor Strauss, byly jí tehdy čtyři roky.